# Henri van Innis
Henri-Marie Van Innis (Lede bij Aalst 3 november 1790 - Gent 27 mei 1864) was lid van het Belgisch Nationaal Congres.

## Levensloop
Henri-M. van Innis was de zoon van de arts François-Joseph van Innis en van Marie-Jeanne Verbrugghen. Zelf trouwde hij met Marie-Louise van Ypersele. Ze hadden een dochter die vroeg stierf, een zoon die vrederechter werd en een andere die jezuïet werd.
Hij werd in 1813 doctor in de rechten aan de École de Droit in Brussel met een dissertatie gewijd aan algemene rechtsprincipes in verband met het patrimonium van een schuldenaar als gemeenschappelijke borg voor alle schuldeisers: in quibus causis pignus vel hypotheca tacite contrahitur. In 1825 werd hij rechter bij de rechtbank van eerste aanleg in Gent. Het Voorlopig Bewind bevestigde hem in zijn ambt. Enkele dagen later werd hij bevorderd tot raadsheer bij het Hooggerechtshof in Brussel. In oktober 1832, naar aanleiding van de grondige vernieuwingen in de rechtbanken, werd Van Innis als eerste raadsheer benoemd bij het pas opgerichte hof van beroep in Gent. In 1844 werd hij kamervoorzitter. Vanaf 25 november 1858 was hij eerste voorzitter van het hof van beroep in Gent, tot aan zijn dood.
Van Innis werd verkozen tot lid van het Nationaal Congres door de kiezers van het arrondissement Gent, met het vijfde hoogste aantal stemmen op de twaalf verkozenen. Bij de grote stembeurten, stemde hij soms zeer 'unionistisch', maar toch een paar maal met een meer 'katholiek' accent. Van het eerste getuigden zijn stem voor de onafhankelijkheidsverklaring, voor de eeuwigdurende uitsluiting van de Nassaus, voor Leopold van Saksen Coburg en voor het Verdrag der XVIII artikelen. Het tweede betreft zijn stemmen voor de hertog van Leuchtenberg en voor Félix de Mérode als regent. Hij deed slechts één tussenkomst in publieke zitting, namelijk om een voorstel van Frans Jozef Beyts te bestrijden die had voorgesteld dat de grondwet uitzonderingen zou voorzien op de niet-retroactiviteit van wetten. Niets van, betoogde Van Innis, vanaf het Romeins recht is het een vaststaand en onwrikbaar principe: wetten kunnen niet retroactief iets strafbaar maken. Het Congres volgde hem hierin. 
Op 29 augustus 1831 werd Van Innis verkozen voor het eerste Belgische parlement, samen met Helias d'Huddeghem, tegen de orangistische lijst van Metdepenninghen en Van Crombrugghe die maar half zoveel stemmen behaalde. Na die korte periode verliet hij de politiek om zich volledig aan zijn taken als magistraat te wijden.